# Alfred Labouchere
Alfred Joan Labouchere (Amsterdam, 19 januari 1867 – Zeist, 24 januari 1953) was een Nederlands schermer. Hij nam deel aan de Olympische Zomerspelen van 1908 in Londen en 1928.

## Levensloop
Pas op 36-jarige leeftijd begon Labouchere met schermen. Bij zijn tweede Olympische deelname in 1928 was hij 61 jaar. Destijds maakte dit hem op de één na oudste deelnemer. Hij was jarenlang voorzitter van de Nederlandse schermbond.

## Uitslagen
Labouchere behaalde de 5de plaats op de Olympische Spelen van 1928.

## Familie
Labouchere is geboren in een bankiersfamilie als zoon van mr. Charles Bernard Labouchere (1817-1897) en Henriette Maria Jacoba Voombergh, vrouwe van Zeist (1830-1908), eigenaresse en bewoonster van Slot Zeist. Hij trouwde in 1895 met Amélie Jeanne Elisabeth Marthe Blanckenhagen (1875-1952) met wie hij acht kinderen kreeg, onder wie George Charles Labouchere. Schoonzoons van hem waren onder anderen: prof. dr. Hendrik Albertus Brouwer (1886-1973), Daniël baron Mackay (1900-1969) en mr. Hugo Willibrord Bloemers (1908-2001).
- International Standard Name Identifier: 0000 0003 9170 6967
- Nederlandse Thesaurus van Auteursnamen: 141381426
- Virtual International Authority File: 285552959
- WorldCat: E39PBJgXdrFXm378dyTJPdmyBP